# Bromeliohyla bromeliacia
Bromeliohyla bromeliacia е вид жаба от семейство Дървесници (Hylidae). Видът не е застрашен от изчезване.

## Разпространение
Разпространен е в Белиз, Гватемала, Мексико и Хондурас.

## Описание
Популацията на вида е намаляваща.